# Kun Balázs
Törteli Kun Balázs (XVI. század) végvári katona, Kassa, Gyula, Eger és Szádvár kapitánya, Békés vármegye főispánja.

## Élete
Kun Balázs életének korai szakaszáról nem sok adat áll rendelkezésre. Az első említést érdemlő feljegyzés 1549. október 29-én kelt, melyben törteli Kun Balázs és testvérei, Bálint és Mátyás nemességet kaptak I. Ferdinándtól. A következő forrás szerint Kassa várának alkapitánya volt, amikor 1560 márciusában Gyula várának kapitányává tették meg, mivel az uralkodó kénytelen volt a helyi nemesektől és jobbágyoktól érkező sok panasz miatt a korábbi kapitányt, Bornemisza Benedeket leváltani. Kun kinevezése ideiglenes volt, csak addig tartott, amíg nem találnak egy alkalmas várkapitányt. Ez néhány hónap múlva be is következett, hiszen július végén már Kerecsényi Lászlót találjuk a helyén.